# Kemankeş Kara Mustafa Paşa
Kemankeş Kara Mustafa Pasha ("Mustafa Pasha, el Arquero, el Brioso" en turco; 1592-31 de enero de 1644) era un oficial militar y estadista otomano. Sirvió como Kapudan Pasha y luego como gran visir.

## Primeros años
Kemankeş Mustafa era un albanés nacido en Avlonya (moderno Vlorë en Albania) en 1592. Fue un oficial en el cuerpo jenízaro. Su epíteto Kemankeş refiere a su talento como arquero. Fue el diputado del comandante jenízaro en 1634 y fue promovido a comandante jenízaro en 1635. El 17 de octubre de 1635, fue nombrado Kapudan Pasha (Gran Almirante de la Marina). No obstante,  participó en la Captura de Bagdad lejos del mar. El 24 de diciembre de 1638, después de la muerte del gran visir Tayyar Mehmet Pasha durante el asedio, el sultán Murad IV nombró a Kemankeş Mustafa como nuevo gran visir, el puesto más alto del imperio luego del sultán.

## Como gran visir
Bagdad fue conquistada al día siguiente, y Kemankeş Mustafa representó al bando otomano en las consecuentes charlas de paz. Por el Tratado de Zuhab firmó el 17 de mayo de 1639, se estableció el esquema aproximado para la fronteras entre Irán moderno y los estados de Turquía e Irak. Murad IV murió el 9 de febrero de 1640 y Kemankeş Mustafa continuó como gran visir durante el reinado de Ibrahim I. Ibrahim era un sultán débil, y Kemankeş Mustafa ere el gobernante de facto del imperio. Utilizando métodos severos, acabó con las rebeliones, equilibró el presupuesto, y redujo el número de soldados. También usó su poder para someter (e incluso matar) a otros estadistas capaces a quienes consideraba competidores potenciales para su puesto.

## Muerte
Kemankeş Mustafa hizo muchos enemigos. Aunque varias veces trató de renunciar, su renuncia no fue aceptada por el sultán. Aun así, el sultán, quien estaba inicialmente complacido con Kemankeş Mustafa, finalmente le despidió el 31 de enero de 1644. Unas cuantas horas más tarde,  fue ejecutado.

## Legado
En 1642, Mustafa Pasha convirtió una iglesia católica en Estambul en una mezquita llamada Mezquita Odalar. Según el profesor Semavi Eyice, la iglesia original, una bizantina, era probablemente el Monasterio de Philanthropos pero fue convertida al culto latino y rebautizada como Santa Maria di Constantinopoli durante el reinado de Mehmed II.